# Donja Vrijeska
Donja Vrijeska falu Horvátországban Belovár-Bilogora megyében. Közigazgatásilag Đulovachoz tartozik.

## Fekvése
Belovártól légvonalban 43, közúton 51 km-re délkeletre, Daruvár központjától légvonalban 7, közúton 12 km-re északkeletre, községközpontjától légvonalban 12, közúton 14 km-re nyugatra, Nyugat-Szlavóniában, a Papuk-hegység nyugati részén, a Drenovac és Vrieska-patakok közötti magaslaton fekszik.

## Története
A 15. században Nelipčić Benedek a dobrakutyai uradalom birtokosa pálos kolostort építtetett ide, melyet 1542-ben a török pusztított el. Később a kolostor templomát újjáépítették és ma is áll. A falu nevét a Vrijeska-patakról, az pedig a hegyi pereszlény horvát nevéről (vrijesak) kapta. A térség a 17. század végén szabadult fel a török uralom alól. A kihalt területre a parlagon heverő földek megművelése és a határvédelem céljából a 18. század első felében Bosznia területéről telepítettek be új, szerb anyanyelvű lakosságot. Az első katonai felmérés térképén „Dorf Vrieska” néven találjuk. Lipszky János 1808-ban Budán kiadott repertóriumában „Vrieszka” néven szerepel. Nagy Lajos 1829-ben kiadott művében „Vrieszka” néven 26 házzal és 241 ortodox vallású lakossal találjuk.
A Magyar Királyságon belül Horvát–Szlavónország részeként, Pozsega vármegye Daruvári járásának része volt. 1890-ben 176, 1910-ben 312 lakosa volt. 1910-ben a népszámlálás adatai szerint lakosságának 53%-a szerb, 27%-a horvát, 14%-a magyar anyanyelvű volt. Az első világháború után 1918-ban az új szerb-horvát-szlovén állam, majd később (1929-ben) Jugoszlávia része lett. 1941 és 1945 között a németbarát Független Horvát Államhoz, háború után a település a szocialista Jugoszláviához tartozott.
A település 1991-től a független Horvátország része. Ebben az évben lett az önálló Đulovac község része is, azelőtt Daruvárhoz tartozott. 1991-ben lakosságának 59%-a szerb, 34%-a horvát nemzetiségű volt. 2011-ben a településnek 76 lakosa volt.

## Lakossága
| Lakosság változása | Lakosság változása | Lakosság változása | Lakosság változása | Lakosság változása | Lakosság változása | Lakosság változása | Lakosság változása | Lakosság változása | Lakosság változása | Lakosság változása | Lakosság változása | Lakosság változása | Lakosság változása | Lakosság változása | Lakosság változása |
| ------------------ | ------------------ | ------------------ | ------------------ | ------------------ | ------------------ | ------------------ | ------------------ | ------------------ | ------------------ | ------------------ | ------------------ | ------------------ | ------------------ | ------------------ | ------------------ |
| 1857               | 1869               | 1880               | 1890               | 1900               | 1910               | 1921               | 1931               | 1948               | 1953               | 1961               | 1971               | 1981               | 1991               | 2001               | 2011               |
| 0                  | 0                  | 0                  | 176                | 177                | 312                | 323                | 371                | 377                | 384                | 348                | 298                | 212                | 179                | 121                | 76                 |

(1880-ig lakosságát Vrijeska néven, Gornja Vrijeskához számították.)

## Nevezetességei
A falutól északra álló Szent Anna tiszteletére szentelt pravoszláv kolostora középkori eredetű. A kolostort a közeli Dobrakutya várának akkori ura Nelipčić Benedek építtette, majd 1412-ben a pálosoknak adományozta. 1542-ben a török pusztította el. A 17. század végén, amikor a térség felszabadult a török uralom alól már csak a kolostor templomának romja volt meg, azt is benőtte a sűrű erdő. A környékbeli pravoszláv szerzetesek III. Károly és Nikifor Stefanović pakráci ortodox püspök engedélyével és a közeli falvak ortodox híveivel kezdtek hozzá az újjáépítéshez. A munkában részt vevő falusiak beszámolója szerint az erdő olyan sűrű volt, hogy előbb keskeny ösvényt kellett vágniuk, hogy a romokat meg tudják közelíteni. Amikor a bejáratot elérték nem tudtak belépni a templomba a belsejében sűrűn nőtt fáktól. Közvetlenül az oltár előtt egy hatalmas, hordónyi vastagságú szilfa nőtt. 1731-re a templom már újra tető alatt volt. Az 1730-as években a pálosok megkísérelték visszaszerezni korábbi tulajdonukat, mely némileg lassította az építési munkálatokat, mégis maradhatott a pravoszláv egyház kezében, mivel ebben a térségben híveik sokkal többen voltak, mint a katolikusok. 1775-ben a szerzetesek kevés száma miatt a kolostor hivatalosan megszűnt, a templomot a szircsi Pakra kolostor igazgatása alá rendelték. Az 1790-es évek végére az utolsó szerzetesek is elhagyták az épületet, de a közeli falvak lakói időnként még összegyűltek benne. A térség akkori ura a daruvári Jankovich család 1836-ban istállónak építtette át. Amikor a neves horvát politikus és történész Ivan Kukuljević Sakcinski 1859-ben itt járt elszörnyülködött az épület állapotán és rögtön követelte felújítását. Ennek ellenére a templom még hatvan évig tovább pusztult. Végül a neves politikus, festőművész, művészettörténész Izidor Kršnjavi ösztönzésére 1904-ben az épületet felújították, majd két évvel később a Pakra kolostornak visszaadták. Azóta az épület viszonylag jó állapotban van, szerzetesek állandó jelleggel tartózkodnak benne.